# Tito Trocchi
Tito Trocchi (Roma, 1º maggio 1864 – Roma, 12 febbraio 1947) è stato un arcivescovo cattolico italiano.

## Biografia
Nasce a Roma il 1º maggio 1864 e compie i suoi studi, laureandosi, successivamente, in Lettere, Sacra Teologia e Diritto Canonico, venendo ordinato sacerdote il 24 settembre 1887.
È docente presso il Pontificio Ateneo Sant'Apollinare, riceve la nomina a cameriere segreto soprannumerario da Leone XIII il 18 dicembre 1902, confermato il 6 agosto 1903, protonotario apostolico soprannumerario l'11 dicembre 1905 e, contemporaneamente, canonico della Patriarcale Basilica Liberiana, missionario apostolico, direttore spirituale del Collegio Urbaniano de Propaganda Fide, e vice rettore del Pontificio Seminario Romano.
Il 14 novembre 1915 Benedetto XV lo elegge arcivescovo titolare di Lacedemonia, sede arcivescovile poi declassata, dieci anni dopo, a titolo vescovile, e lo nomina delegato apostolico a Cuba e Portorico, con residenza a L'Avana.
Viene confermato nel concistoro del 6 dicembre di quell'anno, e consacrato il 12 di quello stesso mese, nella Cappella del Pontificio Collegio Pio Latino Americano, da Vittorio Amedeo Ranuzzi de' Bianchi, arcivescovo titolare di Tiro e Maggiordomo di Sua Santità, futuro cardinale, avendo per co-consacranti Donato Sbarretti, arcivescovo titolare di Efeso e già vescovo di San Cristóbal de la Habana, nonché assessore della Suprema Sacra Congregazione del Sant'Uffizio, anch'egli futuro cardinale, e Luigi Ermini, vescovo di Cajazzo.
Il 30 novembre 1919, coadiuvato da Pedro Ladislao González y Estrada, vescovo di San Cristóbal de la Habana, e dal carmelitano scalzo Valentín de la Asunción (Manuel) Zubizarreta y Unamunsaga, vescovo di Camagüey ed amministratore apostolico sede vacante di Cienfuegos,  consacra, nella Cattedrale dell'Immacolata Concezione di Maria della capitale cubana, Rafael Guízar Valencia, vescovo di Veracruz-Jalapa in Messico, beatificato da Giovanni Paolo II il 29 gennaio 1995 e canonizzato da Benedetto XVI il 15 ottobre 2006.
Il 25 maggio 1921 viene chiamato a sostituire il romano Rodolfo Caroli, arcivescovo titolare di Tiro, primo Internunzio Apostolico in Bolivia, deceduto, a 51 anni, il 25 gennaio di quell'anno.
Il 9 luglio dell'anno seguente, consacra Daniel Rivero Rivero, vescovo titolare di Tlos e coadiutore cum jure successionis del vescovo di Santa Cruz de la Sierra, e, alla fine del 1924, rientra a Roma, venendo sostituito a La Paz dal faentino Gaetano Cicognani, poi cardinale.
Partecipa. quale co-consacrante, assieme ad Alessandro Fontana, vescovo di Ferentino, alla consacrazione episcopale di Paolo Giobbe, arcivescovo titolare di Tolemaide di Tebaide e nunzio apostolico in Colombia,  futuro cardinale, conferita, il 26 aprile 1925,  nella cappella del Pontificio Ateneo Urbaniano de Propaganda Fide, dal cardinale Pietro Gasparri, segretario di Stato, ed inoltre a quelle di Alfonso Maria de Sanctis, vescovo di Segni, il 22 luglio 1928,  e di Domenico Spolverini, arcivescovo titolare di Larissa di Tessaglia e rettore del Pontificio Seminario Romano Maggiore, il 18 giugno 1933.
L'11 gennaio 1927 diviene uditore generale della Reverenda Camera Apostolica e, successivamente, vicario del cardinale arciprete della Patriarcale Arcibasilica Lateranense, Basilio Pompilj prima, Francesco Marchetti Selvaggiani, poi.
Il 14 novembre 1930 Pio XI lo nomina assistente al Soglio Pontificio, mentre il suo successore, Pio XII, lo chiama, il 22 novembre 1939, a ricoprire l'incarico di vice camerlengo di Santa Romana Chiesa, in sostituzione del francescano Frediano Giannini, arcivescovo titolare di Serre, deceduto il 25 ottobre di quell'anno.
Muore, all'età di quasi 83 anni, il 12 febbraio 1947.

## Genealogia episcopale e successione apostolica
La genealogia episcopale è:
- Cardinale Scipione Rebiba
- Cardinale Giulio Antonio Santorio
- Cardinale Girolamo Bernerio, O.P.
- Arcivescovo Galeazzo Sanvitale
- Cardinale Ludovico Ludovisi
- Cardinale Luigi Caetani
- Cardinale Ulderico Carpegna
- Cardinale Paluzzo Paluzzi Altieri degli Albertoni
- Papa Benedetto XIII
- Papa Benedetto XIV
- Papa Clemente XIII
- Cardinale Marcantonio Colonna
- Cardinale Hyacinthe Sigismond Gerdil
- Cardinale Giulio Maria della Somaglia
- Cardinale Carlo Odescalchi, S.I.
- Cardinale Costantino Patrizi Naro
- Cardinale Lucido Maria Parocchi
- Cardinale Pietro Respighi
- Cardinale Vittorio Amedeo Ranuzzi de' Bianchi
- Arcivescovo Tito Trocchi

La successione apostolica è:
- Vescovo San Rafael Guízar Valencia
- Arcivescovo Daniel Rivero Rivero